# Yukito Kishiro
Yukito Kishiro (木城ゆきと) (Tóquio, 20 de março de 1967) é um mangaka japonês.

## Biografia
Desde pequeno gostava de desenhar, mas diferentemente das outras crianças, que faziam ilustrações de pessoas, Yukito desenhava criaturas bizarras. Durante o primário criou seu primeiro mangá: a história de um monstro que pilotava um robô gigante.
Com o tempo, Kishiro foi aprimorando sua técnica e aprendendo a criar personagens humanas e histórias mais elaboradas. Em 1984,  ainda no ensino médio, foi vencedor o prêmio de novos talentos da Shogakukan com Kikai. Mas sua estréia como autor profissionalmente apenas 1988, com Kaiousei, uma história de apenas 32 páginas publicada pela Shogakukan.
Yukito Kishiro se tornou famoso com Gunnm, publicado entre 1991 e 1995. Nesse mangá, o autor se utilizou de todas as técnicas que desenvolveu através dos anos e também do seu background cultural, criando um mundo futurístico e apocalíptico e personagens bem elaborados. Também pode ser percebido em Gunnm o gosto de Kishiro pelas artes marciais (o mangaká não só estuda as lutas, como é fã de Bruce Lee do mestre de karatê Masutatsu Ohyama).
Atualmente, Yukito Kishiro está produzindo um remake de uma história que havia escrito ainda na década de 80, Aqua Knight, publicado na revista Ultra Jump.

## Obras
- Hito (1989)
- Haisha (1995)
- Aqua Knight (1998)
- Gunnm (1991)
- Gunnm Last Order (2000)
- Gunnm Crônicas Marcianas (2014)
- Kaiousei (1988)